# Pedro de Mezonzo
Pedro de Mezonzo (Curtis, 930 — Santiago de Compostela, 1003) foi um bispo galego, foi bispo de Iria Flávia supostamente entre 985 até a sua morte. É venerado na Igreja Católica como santo. Sua memória litúrgica é celebrada em 10 de setembro.

## Hagiografia
Era filho de Martinho Placêncio, cavaleiro galego da família que fundara o mosteiro de Santa Eulalia de Curtis, e de Mustacia. Os seus irmãos foram Adelfio, também monge, Vimara, pai do bispo de Ourense do mesmo nome, Aragaonta e Mustacia.
De cativo, da mão da sua mãe, esteve a serviço da Infanta Dona Paterna, mãe do bispo Sisnando II de Iria, como capelão. Ingressou depois no mosteiro de Santa María de Mezonzo. Mosteiro libros nimis abundanter onde adquiriu uma formação destacada tanto de autores clássicos como dos Padres da Igreja e alcançou fama de possuir sabedoria intelectual e humana. Quando em 955 o mosteiro de Sobrado dos Monges absorveu o de Mezonzo, passou ao primeiro, no que desempenhou o cargo de notário.

### Abade
Em 965 é eleito abade. Tal foi o prestígio deste grande mosteiro que o bispo Sisnando e os seus irmãos Rodrigo e Elvira doaram-lhe todos os seus bens. O rei Ramiro III de Leão doou importantes regalias de forma que se converteu num dos centros religiosos mais importantes da cristandade hispana.
As terras de Sobrado sofreram o Horrorum normandorum, espanto da população pelas sanguinolentas incursões dos invasores viquingues. Isto obrigou a Pedro manter a esperança e a confiança num povo estarrecido e em contínuo desespero. Rosendo de Celanova e o conde Gonzalo puseram em fuga a invasão, nun momento em que a monarquia leonesa não era quem deveria defender o país galego, abandonado à sua sorte frente à ameaça normanda.
Depois deste momento, Pedro esforçou-se em reconstruír o assolado mosteiro de Santa Eulalia, em reorganizar as terras e pessoas dependentes de Sobrado, e em consolar os afligidos e socorrer os feridos e magoados.
Mais tarde passou à frente do mosteiro de San Paio de Antealtares, propiciado o seu governo por São Rosendo, agora à frente do governo da diocese de Iria Flavia-Santiago, como bispo de Dume. Acompanhou a este ao concílio que foi celebrado em Leão para suprimir o bispado de Simancas. 
Neste intervalo passou a reinar na Galiza Bermudo II apoiado pela nobreza galega e que ansiava governar também em terras leonesas. Pedro, quando menos, nnão diminuiu a oposição ao monarca galego enfrentado por Ramiro III de Leão, pois depois de fazer aquilo com todo o reino de Leão, não sofreu a diminuição da sua autoridade eclesiástica, antes bem recebuu doações do Conde Tello Alvite em 985 com a bênção dos bispos São Viliulfo de Tui, Hermenegildo de Lugo, Armentario de Dumio, Gonzalo de Ourense e Pelágio de Iria Flavia-Santiago.

### Bispo
Talvez removido pelo novo rei galego, Pelágio Rodríguez renuncia à Mitra. Todos os votos convergem em Pedro. Este assina um documento em 16 de novembro de 985 como bispo de Iria e da Sé Apostólica. Reafirmou Pedro este último título que tantos receios inspirariam em Roma e que lhe causariam, décadas depois, a Crescônio a pena de excomunhão. 
Nesse ano, participa nas Cortes convocadas por Bermudo II para reafirmar o seu dominio pacífico sobre todo o reino de Leão. Em janeiro de 986, confirma um diploma do rei galego ao mosteiro de San Salvador de Celanova, e o 7 de fevereiro, recebe daquele um privilégio para a sua Igreja onde foram doadas terras de cavaleiros aprisionados e martirizados por Almançor depois da devastação da cidade de Simancas. Mais adiante, doara-lhe os domínios de Salvaterra no sul da Galiza, e Portomarín, no centro. Alguns destes bens foram concedidos em usufruto inclusive para o caso de que renuncie a mitra compostelar, o que é uma mostra clara do afeto e veneração que o rei professava pelo carismático e reverenciado bispo.
A nobreza galega que apoiaava a Bermudo não ficou satisfeita com as regalias do novo status quo e trabalharam em negociar alianças com o vitorioso Almançor, por temor, já por desejar a proteção e o impulso do dono da Hispânia. 
Os poderosos Suero Gundemariz, Gonzalo Menéndez, Galindo e Osorio Díaz chegaram a sublevar-se, mas Pedro manteve-se fiel ao rei galego e não foi fator de divisão nem turbulência. Nesses momentos de angústia e incerteza, tanto o rei como o bispo favorecem aos ascetas do monte Ilicino (o Pico Sacro) para que assistam a sua população com as orações e pregações. Por aquele então também resolveu pacificamente certas disputas entre Sobrado e o bispado de Lugo. Assinou também concordatas com o mosteiro de Samos e restaurou os prédios e edificações do mosteiro de Santo Estevo de Boiro estragado pelos normandos, anexando-o ao de Antealtares. No mosteiro de San Martiño Pinario favoreceu os Ofícios do Culto construíndo para os monges uma igreja ajeitada num momento no que o convento estava fora dos muros da cidade e era arriscado acudir à Catedral.

### A destruição de Almançor
Em 997, Almançor empreendia outra das suas temidas e vitoriosas campanhas. A sua imponente infantaria embarcava em Córdoba e entrava pelo Douro para unir-se à sua eficaz cavalaria à que se agregaram condes galegos e leoneses que apostavam na indiscutível superioridade do caudilho muçulmano da Espanha. Seguidamente, cruzavam o Minho e arrasavam as terras de Salvaterra, destruíam a cidade de Tui, saqueavam o mosteiro de San Cosme e San Damián enquanto os fugitivos se refugiavam nas montanhas ou na Ilha de São Simão. Depois do assalto ao castelo de Ponte Sampaio que lhe fechava a passagem, caíam implacáveis sobre as terras de Santiago.
Pedro encarregou-se da evacuação da cidade buscando salvar as relíquias do Apóstolo que levou consigo, assim como as vidas do povo a quem não quis expor numa luta claramente inútil. A cidade, silenciosa e deserta, ficou abandonada ao líder islâmico. Este encontrou ajoelhado perante o sartego de Santiago um monge ancião que  inspirou tal respeito que mandou que ninguém o incomodasse, enquanto ordenava a completa destruição e incêndio da cidade e as vilas e mosteiros dos arredores. 
Durante oito dias tudo foi saqueado e destruído. Acabado o objetivo de deixar reduzida a cinzas a capital espiritual do ocidente cristão, retornou com quatro mil cativos. Como humilhação final, fez carregar nos ombros de alguns deles os sinos e as portas do santuário apostólico que foram colocados na magnífica mesquita de Córdoba.
Aplicou-se Pedro, depois dessa terrível enxurrada de destruição, a um intenso e rápido trabalho de restauração das suas cidades, vilas e mosteiros, entre eles o mosteiro de San Lourenzo de Carboeiro, assim como a renovar o ânimo abatido e desconsolado dos seus fiéis.
No 999 morria o rei galego Bermudo II, deixando vários bastardos e um filho legítimo, um pequeno de cinco anos. Com o fim de evitar novas agitações nos reinos cristãos, o seu tutor, o conde portucalense Mendo II Gonçalves, e o próprio Pedro apressaram-se a fazê-lo ungir em Leão. No mesmo momento da coroação, o rei jovem Afonso V, da mão do conde galego, assina um privilégio que confirma, como o primeiro entre os bispos dos seus reinos, Pedro de Mezonzo.

### Vida pessoal
Nos documentos da época, particularmente os régios, aparecem testemunhos do prestígio moral de Pedro a quem chamam amado de Deus, e tutor no material e no espiritual. A rainha Elvira, já viúva, denomina-o o seu pai e pontífice. Sobre a base destes documentos e outras tradições, Antonio López Ferreiro descreve-o como pai dos pobres, tutor dos desvalidos, defensor dos fracos contra as contínuas e demasiadas atrocidades dos poderosos; e todos os que a ele acudiam obtinham dele benigna e paternal acolhida. Ele, simplesmente, autoqualificava-se como pecador.
O Papa Bento XIV recolhe a tradição que lhe atribui o celebre canticum do povo cristão em momentos de tribulação e angústia, a Salve Regina, onde se implora à mão de Jesus como vida e doçura esperança nossa, de olhos misericordiosos. Recolhe o papa o que se lê nos Anais Benedictinos de Mabillón, ano de 986: Petrus Episcopus, cognomento de Moson, qui ante episcopatum monasterii Sancti Petri de ante Altaria in eaden Urbe (Compostella) abbas extiterat. Hic piam antiphonam de Beata Virgine, nempe Salve Regina, compuesi dicetur.